# Gastrosaccus mozambicus
Gastrosaccus mozambicus är en kräftdjursart som beskrevs av Wooldridge och Gerlof Fokko Mees 2003. Gastrosaccus mozambicus ingår i släktet Gastrosaccus och familjen Mysidae. Inga underarter finns listade i Catalogue of Life.